# Mario Perazzolo
Mario Perazzolo (Pádua, 7 de junho de 1911 - 3 de agosto de 2001) foi um futebolista e treinador de futebol italiano.

## Carreira
Conquistou a Copa do Mundo de 1938 com a Seleção Italiana de Futebol.